# Quest for the Mighty Sword
Quest for the Mighty Sword è un film italiano del 1990 diretto da Joe D'Amato. È il quarto e ultimo film della serie fantasy di Ator ed è il seguito di Iron Warrior. Oltre che dirigere il film e firmarlo sotto lo pseudonimo di David Hills, D'Amato si occupò anche della fotografia e della sceneggiatura. Tra gli interpreti figurano l'attore americano Eric Allan Kramer, che interpreta Ator e Margaret Lenzey, nel ruolo della protagonista femminile.
Il film, distribuito direttamente per il mercato dell'home video, è il quarto e ultimo capitolo della saga fantasy di Ator e continua le avventure del figlio di Ator, alla ricerca di una spada magica per distruggere le forze del male. Tra gli attori sono presenti Eric Allan Kramer, Margaret Lenzey, Donald O'Brien e Dina Morrone.

## Trama
Ator è diventato un re buono e giusto. Un giorno un semidio di nome Thorn decide di venire a ucciderlo. Dopo averlo ucciso con un colpo di lancia, divide in due la sua "Potente Spada di Grahl". Prima del conflitto, Ator spiega a suo figlio che Thorn vuole la spada, per questo deve difendere e portare giustizia al suo popolo. Nella terra in cui Ator vive però è presente una legge: la moglie del re non può rimanere vedova, perciò Sunn, la moglie di Ator, deve morire. Grazie alla protezione dell'amazzone Dejanira, Sunn fugge, portando con sé suo figlio, che porta lo stesso nome del padre. La Regina chiede aiuto al gnomo e mago Grindle, di crescere Ator e di ri-forgiare la spada al suo diciottesimo compleanno. Dopo questo Grindle le fa bere una pozione afrodisiaca e abusa di lei.
Anni dopo, Ator incontra Nefele in un lago. Lei gli racconta che sua madre era una principessa, ma dopo esser stata abusata da un goblin è stata punita dagli dei. Nefele ricorda ad Ator il suo destino, cioè di brandire la spada. Dopo aver visto sull'altro lato del lago Grindle, Nefele si trasforma in un uccello e vola via. Ator ritorna da Grindle e gli chiede di dargli la spada. Dopo averla ricevuta, la spacca sulla sua testa, ma Grindle ridendo, gli rivela che era un falso. Dopo aver tentato per altre due volte di uccidere il goblin, Ator riesce a trovare la spada reale, la forgia e riesce a liberarsi di Grindle uccidendolo.
Ator si avventura nella palude e scorge DaJanira nell'altro lato. Decide di seguirla, ma incontra Nefele che gli racconta che è stata imprigionata dal dio del fuoco per aver protestato contro la morte di suo padre, causata da Thorn. Ator vuole liberarla, e Nefele gli racconta della sua ricerca: deve trovare il tesoro d'Oriente e offrirlo agli dei per liberare DaJanira, ma deve prima sconfiggere le guardie del tesoro, due Robot-cavalieri siamesi e un drago. Ator si mette subito alla ricerca del tesoro, e dopo aver diviso i robot siamesi, e aver ucciso il drago libera DaJanira, prima che il posto in cui si trovano crolli.
I due per ripararsi entrano in una taverna, dove ci sono degli uomini che giocano d'azzardo. Uno degli uomini, dopo aver perso tutto, rilancia usando una prostituta, ma lei lo respinge. L'uomo allora spinge la prostituta in un muro, Ator si arrabbia e picchia l'uomo. Ator, DaJanira e la prostituta vengono cacciati fuori. Ator scopre che la prostituta è Sunn, sua madre, i due si abbracciano e lei muore tra le sue braccia. Più tardi il corpo di Sunn viene avvolto dal fuoco, durante un rito di sepoltura.
Ator e DaJanira continuano a camminare in una palude, incontrano il principe Gunther, e i suoi uomini catturano DaJanira, dato che Gunther la vuole perché viene rifiutato da sua moglie. Sua moglie invece vuole Ator, ma Ator invece la respinge, perché rivuole indietro DaJanira. Il principe Gunther, è un appassionato di opere d'arte in gesso, lui trasforma le donne e gli animali che lo respingono in statue, in modo che non possano più scappare da lui. Dato che anche DaJanira lo respinge cerca di trasformarla in una statua. Ator va a salvarla, e uccide i suoi uomini con la spada. Ator riesce a trovare Gunther, lo afferra e lo butta dentro una vasca bollente di gesso. Ator e DaJanira fuggono dal castello, e sentono Thorn che è ancora vivo e si trova da qualche parte a ridere.

## Produzione
Quest for the Mighty Sword è il quarto e ultimo capitolo della saga di Ator, anche se è considerato il terzo film della serie dal creatore, Joe D'Amato, dato che il terzo film Iron Warrior è l'unico non diretto da D'Amato.
Il film è stato prodotto dal musicista Carlo Maria Cordio, che si è occupato delle musiche del primo, del terzo e dell'ultimo capitolo della serie. In questo capitolo Ator viene interpretato da Eric Allan Kramer; questo è l'unico film in cui Miles O'Keeffe non è il protagonista.
Il film è stato girato con attori per lo più americani ma troupe e location sono italiane, compresa Laura Gemser, già costumista di Troll 2 e in questo film anche in veste di attrice.

## Distribuzione

### Date di uscita
Di seguito sono elencate, in ordine cronologico, le date di uscita del film e il titolo (talvolta modificato) in alcuni stati del mondo.
- 29 agosto, 1990 negli Stati Uniti (Quest for the Mighty Sword)
- 3 novembre, 1990 in Spagna (Ator - La leyenda de la espada de Graal)
- 21 novembre, 1991 in Germania (Troll 3)1
- 1º maggio, 1992 in Giappone (魔宮神話レジェンド・オブ・サンダー)

Le date si riferiscono alla distribuzione per il mercato dell'home video. Quest for the Mighty Sword è l'unico capitolo della saga a non esser stato proiettato nelle sale cinematografiche, i precedenti infatti vennero tutti trasmessi nel circuito cinematografico. Il film venne distribuito in America in versione VHS il 29 agosto 1990 dalla "Sony Pictures Home". Il film è stato distribuito in America con due titoli alternativi: Ator III - The Hobgoblin e Troll 3. In Italia è conosciuto come The Lord of Akili. La VHS francese è conosciuta con il titolo di L'èpèe du Saint Graal.

### Censura
Negli Stati Uniti il film è stato classificato "PG-13" (sconsigliato ai minori di 13 anni non accompagnati da un adulto).